# Ziziphus macrophylla
Ziziphus macrophylla är en brakvedsväxtart som beskrevs av Henry Nicholas Ridley. Ziziphus macrophylla ingår i släktet Ziziphus och familjen brakvedsväxter. Inga underarter finns listade i Catalogue of Life.